# Anthomyia pubipes
Anthomyia pubipes är en tvåvingeart som först beskrevs av Zetterstedt 1846.  Anthomyia pubipes ingår i släktet Anthomyia och familjen kolvflugor.
Artens utbredningsområde är Norge. Inga underarter finns listade i Catalogue of Life.